# Tomasz Schimscheiner
Tomasz Mirosław Schimscheiner (ur. 26 lutego 1967 w Krakowie) – polski aktor teatralny i telewizyjny.

## Życiorys
W 1989 ukończył krakowską Państwową Wyższą Szkołę Teatralną.
Do 1991 grał w Teatrze Bagatela, po czym podjął pracę w Teatrze Ludowym w Krakowie. Występuje w krakowskim Teatrze STU.
Na wielkim ekranie debiutował w 1994 rolą Franka w filmie Wojciecha Solarza Legenda Tatr. Następnie zagrał m.in. w filmach Kazimierza Kutza: górnika w Śmierć jak kromka chleba (1994), epizodyczną rolę w Zawróconym (1994) i żołnierza w Pułkowniku Kwiatkowskim (1995). W 1999 zagrał i pracował jako asystent reżysera w serialu Historia filozofii po góralsku według ks. Józefa Tischnera, który został nagrodzony na Festiwalu Polskich Filmów Fabularnych w Gdyni w 2000. Zagrał również w kilku odcinkach Plebanii (2001). Za rolę w filmie Anioł w Krakowie (2002) zdobył trzy nagrody na 27. Festiwalu Polskich Filmów Fabularnych. Telewizyjną rozpoznawalność zdobył dzięki roli Andrzeja Brzozowskiego w serialu TVN Na Wspólnej, w którym gra od 2003.
W latach 2002–2003 był animatorem widowni w programie TVN Chwila prawdy. W 2008 uczestniczył w siódmej edycji programu rozrywkowego TVN Taniec z gwiazdami.

### Życie prywatne
Żonaty z aktorką Beatą Schimscheiner. Mają dwie córki, Lenę (ur. 1991) i Adelę (ur. 2008).

## Filmografia

### Filmy
| Rok  | Tytuł                      | Rola                                                          |
| ---- | -------------------------- | ------------------------------------------------------------- |
| 1994 | Legenda Tatr               | Franek Walczaków                                              |
| 1994 | Śmierć jak kromka chleba   | górnik                                                        |
| 1994 | Zawrócony                  |                                                               |
| 1995 | Pułkownik Kwiatkowski      | „sierżant” Kowicki, członek obstawy pułkownika Kwiatkowskiego |
| 2000 | Duże zwierzę               | majster                                                       |
| 2002 | Anioł w Krakowie           | anioł Lubega                                                  |
| 2002 | Anioł w Krakowie           | Elvis Presley w czyśćcu                                       |
| 2004 | Serce gór                  | zielarz                                                       |
| 2005 | Zakochany Anioł            | anioł Lubega                                                  |
| 2006 | Bezmiar sprawiedliwości    | mecenas Andrzej, oskarżyciel posiłkowy                        |
| 2008 | Ile waży koń trojański?    | Donald Tusk                                                   |
| 2010 | Mistyfikacja               | kelner w „Giewoncie”                                          |
| 2012 | Wszystkie kobiety Mateusza | Jan Grzelak                                                   |
| 2012 | Nad życie                  | lekarz                                                        |
| 2016 | Fale                       | tata Ani                                                      |
| 2017 | Ach śpij kochanie          | Stanisław Niwiński                                            |
| 2018 | 53 wojny                   | pracownik domu pogrzebowego                                   |
| 2018 | Aquaman                    | Vulko (głos, polski dubbing)                                  |
| 2019 | Ikar. Legenda Mietka Kosza | okulista w Warszawie                                          |
| 2020 | Proste rzeczy              | wuj Błażeja                                                   |
| 2024 | Nibylandex                 | ojciec Piotra                                                 |

### Seriale
| Rok                | Tytuł                                                      | Rola                                    | Uwagi         |
| ------------------ | ---------------------------------------------------------- | --------------------------------------- | ------------- |
| 1997               | Sława i chwała                                             | Kostia, żołnierz w pociągu              | odc. 2        |
| 1999               | Historia filozofii po góralsku według ks. Józefa Tischnera | Stasek Nędza                            | odc. 3, 14    |
| 2001               | Samo niebo                                                 | Jacek, mąż Marioli                      | odc. 1, 2     |
| 2001               | Plebania                                                   | Jarek Andruszczak                       |               |
| 2002               | Na dobre i na złe                                          | kibic „Korony”                          | odc. 90       |
| 2003–2014, od 2016 | Na Wspólnej                                                | Andrzej Brzozowski                      |               |
| 2006               | Bezmiar sprawiedliwości                                    | mecenas Andrzej, oskarżyciel posiłkowy  |               |
| 2009               | Generał                                                    | Tadeusz Szumowski                       | odc. 4        |
| 2010–2012          | Szpilki na Giewoncie                                       | Marek Stawski                           |               |
| 2010               | Ojciec Mateusz                                             | mecenas Dziak, ojciec Antka             | odc. 46       |
| 2011               | Na dobre i na złe                                          | Wiktor, przyjaciel Gawryły              | odc. 465, 466 |
| 2011               | Komisarz Alex                                              | technik laboratorium kryminalistycznego |               |
| 2016               | Ojciec Mateusz                                             | Zygmunt Chłopicki, ojciec Franka        | odc. 201      |
| 2016               | Artyści                                                    | inspektor ppoż                          | odc. 6        |
| 2017               | Wojenne dziewczyny                                         | mecenas Kasprzycki                      | odc. 1, 11    |
| 2017               | Na dobre i na złe                                          | dziennikarz Jeremi Kot                  | odc. 686      |
| 2017               | Diagnoza                                                   | Ludwik Bocianowski                      | odc. 12       |
| 2018               | Rojst                                                      | patolog Maryjański                      |               |
| 2018               | O mnie się nie martw                                       | Wiesław Jastrzębski                     | odc. 108      |
| 2019               | Odwróceni. Ojcowie i córki                                 | Grzegorz Kołodziej, mąż Miry            | odc. 1, 2, 5  |
| 2019               | Szóstka                                                    | klient Kamila                           | odc. 1, 4     |
| 2020               | Usta usta                                                  | Mariusz, prawnik Krzysztofa             | odc. 38-40    |
| 2020               | Osiecka                                                    | Janusz Warmiński                        | odc. 6        |

### Reżyseria
- 2000 – Historia filozofii po góralsku według ks. Józefa Tischnera odc. 8-16 (nie występuje w czołówce)